# Carlos Bouquet Roldán
Carlos Mauricio Antonio Bouquet Roldán (Córdoba, 22 de septiembre de 1854 - † Buenos Aires, 15 de mayo de 1921) fue un político y militar argentino de finales del siglo XIX y comienzos del siglo XX.
Se encargó de gobernar la Provincia del Neuquén entre los años 1903 y 1906, destacándose su mandato por haber trasladado la capital de la provincia desde Chos Malal a la ciudad de Neuquén. Asumió el cargo de diputado por la provincia de Córdoba en el Congreso Nacional. Formó parte de la Guardia Nacional, participando en distintos enfrentamientos de la Conquista del Desierto, al mando del general Roca. En 1879 se casó con Dolores Carmen Zavalía. Luego, en 1881 fue diputado en la provincia de Tucumán, donde también dirigió el banco provincial. En su provincia natal fue jefe de la Policía de Córdoba. Desde 1906 hasta 1910 fue Administrador Nacional de Aduanas, trasladándose a Buenos Aires.